# Castle Rock (serie de televisión)
Castle Rock es una serie de televisión antológica estadounidense, de terror psicológico basada en las historias (y el multiverso ficticio) de Stephen King. Se estrenó el 25 de julio de 2018 en Hulu. El 4 de agosto de 2018, se anunció que la serie había sido renovada para una segunda temporada, estrenada el 23 de octubre de 2019. En noviembre de 2020 Hulu canceló la serie después de dos temporadas.

## Sinopsis
Castle Rock «combinará la escala mitológica y la narración de personajes íntimos de las obras más queridas de King, tejiendo una saga épica de oscuridad y luz, desarrollada en unos pocos kilómetros cuadrados del bosque de Maine».

## Elenco y personajes

### Principales
Temporada 1
- André Holland como Henry Matthews Deaver, un abogado de derecho penal en Texas que se especializa en casos de pena capital. Él no ha regresado a su ciudad natal, Castle Rock, desde que era más joven, ya que la gente del pueblo local se había vuelto contra él después de la muerte de su padre de un accidente del cual era el único sospechoso.
- Melanie Lynskey como Molly Strand, dueña de un negocio de bienes raíces en Castle Rock.
- Bill Skarsgård como «The Kid», un preso misterioso y salvaje descubierto en una jaula en las profundidades de la Penitenciaría Estatal Shawshank.
- Jane Levy como Jackie Torrance, quien trabaja en la agencia de bienes raíces y es la sobrina de Jack Torrance.
- Sissy Spacek como Ruth Deaver, madre adoptiva de Henry, que lucha contra la demencia.

Temporada 2
- Lizzy Caplan como Annie Wilkes
  - Ruby Cruz como Annie Wilkes de joven
- Paul Sparks como John "Ace" Merrill.
- Barkhad Abdi como Abdi Howlwadaag
- Yusra Warsama como Dr. Nadia Howlwadaag.
- Elsie Fisher como Joy Wilkes (nacido como Evangeline Wilkes).
- Matthew Alan como Chris Merrill.
- Tim Robbins como Reginald "Pop" Merrill.

### Recurrentes
Temporada 1
- Noel Fisher como Dennis Zalewski, guardia de la Penitenciaría Estatal Shawshank, quien descubre a "The Kid" dentro de la prisión.
- Ann Cusack como Porter, directora de la Penitenciaría Estatal Shawshank que sucede a Dale Lacy.
- Chris Coy como Boyd, guardia de la Penitenciaría Estatal Shawshank.
- Caleel Harris como un joven Henry Deever.
- Scott Glenn como Alan Pangborn, ex sheriff retirado de Castle Rock.
- Terry O'Quinn como Dale Lacy, antiguo alcaide de la Penitenciaría Estatal Shawshank que se suicida poco antes de que "The Kid" sea descubierto.
- Frances Conroy como Martha Lacy, esposa de Dale.
- Josh Cooke como Reeves, vice alcaide de la Penitenciaría Estatal Shawshank.
- Charlie Tahan como Dean Merrill, un traficante de drogas adolescente local que suministra medicamentos a Molly.
- Adam Rothenberg como el reverendo Matthew Deaver, el antiguo pastor de la iglesia local en Castle Rock y el padre adoptivo de Henry.
- Cassady McClincy como una joven Molly Strand.
- Chosen Jacobs como Wendell Deaver.
- Allison Tolman como la hermana de Molly Strand.

Temporada 2
- John Hoogenakker como "hombre con una compicada relación con [Annie] Wilkes".
- Robin Weigert como Chrysida Wilkes.
- Isayas J. Theodros como Jamal.
- Chris Mulkey como Clay
- Abby Corrigan como Chance.
- Tenea Intriago como Vera.
- Aaron Staton como Pastor.
- Mathilde Dehaye como Amity.
- Faysal Ahmed como Hassan.
- Alison Wright como Valerie.
- Joy Lang como Pinto.
- Kate Avallone como Evelyn.
- Sarah Gadon como Rita K. Green.

### Invitados
- Phyllis Somerville como Leanne Chambers, una cliente de Henry Deaver que es sentenciada a muerte por asesinar a su esposo, Richard Chambers.
- Schuyler Fisk como una joven Ruth Deaver, la madre adoptiva de Henry y la esposa de Matthew.
- Jeffrey Pierce como un joven Alan Pangborn, un oficial de policía en Castle Rock que descubre a un joven Henry Deaver en medio de un lago helado.
- Frank L. Ridley como Chesterton, teniente de guardia de la Penitenciaría Estatal Shawshank.
- Aaron Staton como el pastor de la iglesia local en Castle Rock donde el padre de Henry Deaver solía ser el pastor.
- Brionne Davis como Garrett Coyne.
- Audrey Moore como la señora Strand.
- Russell Posner como Derek, un traficante de drogas adolescente que Dean menciona a Molly.
- Burke Moses como el presentador de Local Color, un programa de televisión de acceso público en WEBV, la estación de televisión comunitaria del condado de Castle.
- Mark Zeisler como Cal.

## Episodios
| Temporada | Temporada | Episodios | Episodios | Lanzamiento original  | Lanzamiento original     |
| Temporada | Temporada | Episodios | Episodios | Primera emisión       | Última emisión           |
| --------- | --------- | --------- | --------- | --------------------- | ------------------------ |
|           | 1         | 10        | 10        | 25 de julio de 2018   | 12 de septiembre de 2018 |
|           | 2         | 10        | 10        | 23 de octubre de 2019 | 11 de diciembre de 2019  |

## Producción

### Desarrollo
El 17 de febrero de 2017, se anunció que Hulu, J. J. Abrams, y Stephen King colaboraban en una nueva serie titulada Castle Rock basada en las novelas de King. Se informó, además, de que la serie sería escrita por Sam Shaw y Dusty Thomason y producida por Bad Robot Productions y Warner Bros. Television de Abrams. Cuatro días después, Hulu reveló que habían dado a la producción la orden de desarrollarse la serie que consistía en una primera temporada de diez episodios. Además, anunció que los productores ejecutivos incluirían a Abrams, King, Shaw, Thomason, Ben Stephenson y Liz Glotzer.
El 12 de julio de 2017, se anunció que Michael Uppendahl se uniría a la producción como productor coejecutivo y dirigiría el episodio piloto.
El 4 de agosto de 2018, se anunció que Hulu había renovado la serie para una segunda temporada.
En noviembre de 2020 la serie fue finalmente cancelada.

### Casting
El 11 de mayo de 2017, se anunció que André Holland había sido elegido para el papel protagónico de la serie. En junio de 2017, se anunció que Sissy Spacek, Melanie Lynskey, y Jane Levy se habían unido al elenco principal. El 10 de julio de 2017, Bill Skarsgård fue agregado al elenco principal de la serie. En agosto de 2017, se informó que Frank L. Ridley, Scott Glenn, y Terry O'Quinn habían sido agregados como principales. El 1 de marzo de 2018, se anunció que Chosen Jacobs se había unido a la serie en el papel recurrente de Wendell Deaver, el hijo del personaje de Holland. El 8 de junio de 2018, se anunció durante el ATX Television Festival que Allison Tolman se había unido al elenco en el papel recurrente de la hermana del personaje de Lynsky. Cinco días después, se informó que Noel Fisher también había sido elegido para un papel recurrente.

### Filmación
Se esperaba que el rodaje de la primera temporada se llevara a cabo en Massachusetts en lugares como Orange, Massachusetts y en New England Studios, en Devens, Massachusetts. En agosto, comenzó la producción en Devens y Orange, donde el área del centro de la ciudad había sido remodelada para aparecer como la ciudad de Castle Rock y donde se esperaba que la producción continuara hasta enero de 2018.

## Lanzamiento
El 8 de junio de 2018, la serie participó en el ATX Television Festival en Austin, Texas donde tuvo lugar una «primera mirada» al metraje de la serie. Tras el estreno del metraje, se produjo un panel de preguntas y respuestas con los creadores y productores ejecutivos Sam Shaw y Dustin Thomason. El 19 de junio de 2018, se anunció que la serie tendría su estreno mundial durante un panel en San Diego Comic-Con en San Diego, California donde asistirán Sissy Spacek, Bill Skarsgard, y Melanie Lynskey.

## Recepción
La serie recibió una respuesta positiva de la crítica antes de su estreno. En Rotten Tomatoes, la serie tiene una calificación de aprobación del 87% con un promedio de 7,3 de 10 basada en quince reseñas. El consenso crítico del sitio web es: «Un misterio meticulosamente elaborado rebosante de alusiones, Castle Rock está destinado a complacer incluso al más exigente de los fanáticos de Stephen King, aunque el kilometraje puede variar para los espectadores casuales». En Metacritic, que usa un promedio ponderado, asignó a la serie un puntaje de 70 sobre 100 basado en ocho reseñas, lo que indica «reseñas generalmente favorables».